# Композитная кожа

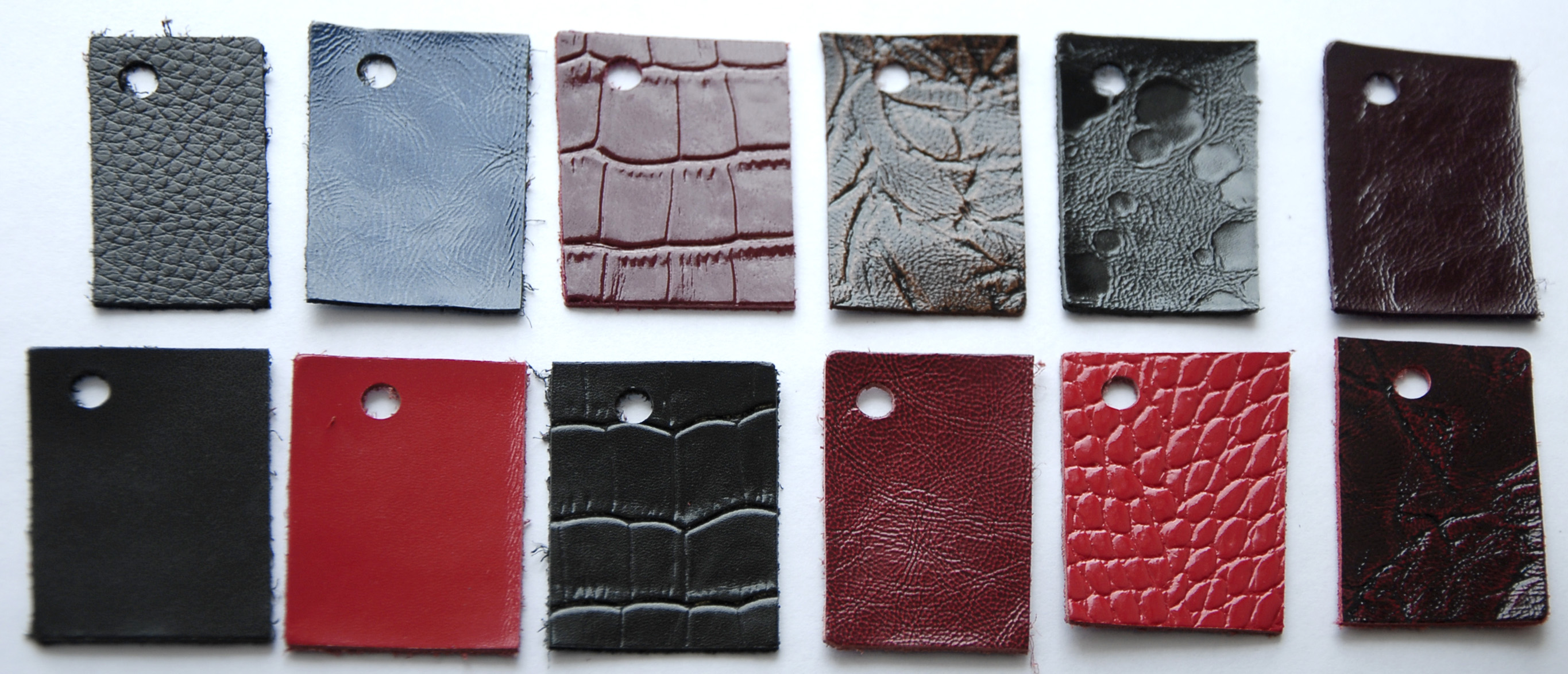
Образцы композитной кожи.

Композитная кожа (восстановленная кожа, склеенная кожа) (англ. Bonded leather, reconstituted leather) — материал, используемый в производстве одежды, обуви, аксессуаров галантерейных товаров. 
Композитная кожа производится как относительно недорогой аналог натуральной кожи из отходов кожевенного производства — обрезы натуральных кож, которые в процессе измельчения превращают в волокнистый порошок, склеиваемый впоследствии с применением латекса, или других клеящих материалов. 
Композитная кожа изготавливается путем измельчения обрезков кожи и кожаных волокон, а затем смешивания их со связующими материалами. Композитная кожа имеет многослойную структуру, состоящую из волокнистой или бумажной подложки, на которую нанесён слой измельчённых кожаных волокон, соединённых с натуральным каучуковым или полиуретановым связующим. Поверхность материала может быть оформлена тиснением, имитирующим фактуру натуральной кожи. Содержание натуральных кожаных волокон в склеенной коже варьируется. Процесс производства несколько похож на производство бумаги.
В странах Евросоюза и Великобритании композитная (склеенная кожа) определяется как композиционный материал на основе натуральной кожи или кожевенных волокон, представленный в виде пластин, листов или полос, поставляется в рулонах или отдельными частями, а также отходы натуральной кожи или композиционных материалов, непригодные для изготовления кожаных изделий; кожевенная пыль, порошкообразные и измельченные материалы.

## Применение
Композитная кожа широко применяется для изготовления ремней, обложек для книг, документов, ежедневников, чехлов, портфелей, сумок, мебели, аксессуаров так как хорошо подходит для тиснения надписей, фирменной символики.  

## Стандарты
Содержание натуральной кожи в композитной коже может различаться в зависимости от производителя и уровня качества изделия. В профессиональной среде ведутся споры относительно этичности использования термина «связанная кожа» для обозначения обивочных материалов, которые фактически представляют собой восстановленную кожу, особенно в мебельной индустрии. Лаборатория исследования кожи отметила, что использование термина «связанная кожа» вводит в заблуждение, так как оно не соответствует реальной природе материала. На самом деле, речь идёт о виниловом или полиуретановом ламинате либо композитном материале, но не о настоящей коже. 
В 2011 году Европейский комитет по стандартизации опубликовал стандарт EN 15987:2011 «Кожа. Терминология. Ключевые определения для торговли кожей», чтобы положить конец путанице относительно склеенной кожи. Согласно этому стандарту, для использования термина «склеенная кожа» минимальное содержание сухой кожи должно составлять 50% по весу. 
Федеральная торговая комиссия США рекомендует указывать процент содержания кожи. Федеральная торговая комиссия заявила, что «Руководящие принципы предостерегают от искажения информации о содержании кожи в продуктах, содержащих измельченную, восстановленную или склеенную кожу, и заявляют, что такие продукты, когда они кажутся изготовленными из кожи, должны сопровождаться раскрытием информации о процентном содержании кожи или других волокон». 